# Pihtla
Pihtla es un municipio estonio perteneciente al condado de Saare.
A 1 de enero de 2016 tiene 1392 habitantes en una superficie de 6,1 km².
La capital del municipio, también llamada Pihtla, apenas supera los cien habitantes. El resto de la población vive en las siguientes localidades rurales: Eiste, Ennu, Haeska, Hämmelepa, Iilaste, Ilpla, Kaali, Kailuka, Kangrusselja, Kiritu, Kuusiku, Kõljala, Kõnnu, Laheküla, Leina, Liiva, Liiva-Putla, Masa, Matsiranna, Metsaküla, Mustla, Nässuma, Püha, Rahniku, Rannaküla, Reeküla, Reo, Räimaste, Sagariste, Salavere, Sandla, Sauaru, Saue-Putla, Sepa, Sutu, Suure-Rootsi, Tõlluste, Vanamõisa, Väike-Rootsi y Väljaküla.
Se ubica al sur de la isla de Saaremaa.